# Oldenlandia salzmannii
Oldenlandia salzmannii är en måreväxtart som först beskrevs av Dc., och fick sitt nu gällande namn av George Bentham, Joseph Dalton Hooker och Benjamin Daydon Jackson. Oldenlandia salzmannii ingår i släktet Oldenlandia och familjen måreväxter. Inga underarter finns listade i Catalogue of Life.